# Сесто Кампано
Сѐсто Кампа̀но (на италиански: Sesto Campano, на местен диалект Siésctë, Сиещъ) е село и община в Централна Италия, провинция Изерния, регион Молизе. Разположено е на 323 m надморска височина. Населението на общината е 2419 души (към 2010 г.).